# 段巧笑
段巧笑，是三國時代魏國魏文帝时的宫人，甚受到魏文帝的寵愛。傳說她以原有的化妝品中的米粉和胡粉，再加入葵花子汁，发明了女性化妆用的紫粉。（见《中华古今注》）
《女紅餘志》作陳巧笑，並記載她髮髻別無首飾，僅用一隻圓頂金簪插之，文帝見到稱之如同黑雲黑霧中出金星。